# Нардини, Фамиано
Фамиано Нардини (ок. 1600 — 1661, Рим) — итальянский археолог XVII века.
Посвятил всю жизнь изучению Древнего Рима и первый дал систематический обзор археологии и древней топографии вечного города, но биографических данных о его жизни не сохранилось. Его работа «Roma antiqua», написанная на итальянском языке и содержащая топографическое, археологическое и архитектурное исследование Древнего Рима, впервые была издана в Риме в 1666 году, неоднократно перепечатывалась, в латинском переводе была включена в «Thesaurus» Гроновиусa, а в 1818 г. переиздана Нибби с примечаниями, добавлениями и 45 таблицами рисунков. Кроме того, в 1647 году им была написана работа «Descrizione dell’antica Veio» об этрусском городе Вейи.